# Sierra Mojada
Sierra Mojada es una población del estado mexicano de Coahuila de Zaragoza y cabecera del municipio del mismo nombre. Situada en el Bolsón de Mapimí, tiene una población media alta con diferentes  actividades económicas en la región, siendo con anterioridad un próspero centro minero.

## Historia
La población de Sierra Mojada fue fundada en mayo de 1879 como consecuencia del descubrimiento de una mina de plata por Néstor Arreola, la población creció rápidamente y recibió el título de Villa, debido a la atracción de población que se dedicó a las actividades mineras, siendo uno de los varios minerales que surgieron en el desierto de los estados de Coahuila y Chihuahua.
La riqueza minera de la región pronto suscitó un conflicto limítrofe con el estado de Chihuahua, pues las fronteras de ambos estados en la zona del Bolsón de Mapimí nunca había sido fijadas exactamente, y ahora Chihuahua reclamaba a Sierra Mojada como parte de su territorio. Los gobernadores de Chihuahua, Lauro Carrillo y de Coahuila, José María Garza Galán, se encontraron en la Ciudad de México y se les atribuye que resolvieron darle una solución al problema hablándolo únicamente entre ellos y esperando llegar a un acuerdo, Garza Galán, conocedor de la afición de Carrillo a la bebida, resolvió invitarlo a cenar al Café Tacuba, donde hablarían sobre el tema, Carillo pronto estuvo bebido de más y en un arranque de "amistad" resolvió renunciar a cualquier reclamación sobre Sierra Mojada en muestras a su aprecio por Garza Galán. Desde entonces Sierra Mojada es parte integrante del estado de Coahuila.
Debe su nombre a que la población se encuentra en las faldas de una serranía que debido a la composición mineral que le da color, tuviera la apariencia de estar mojada, destacando con el aspecto desértico que la rodea. La población ha disminuido y aumentado en varias ocasiones, siendo durante la Revolución mexicana en que mayormente se vio afectada la actividad minera de la población y desde entonces la población ha ido en descenso, el 3 de junio de 1938, el gobernador de Coahuila, Pedro Rodríguez Triana, decretó que Sierra Mojada cambiara su nombre por el de Esmeralda, menos de un año después, el 10 de mayo de 1939 un nuevo decreto le devolvió su nombre original.

## Localización y población
Sierra Mojada se encuentra ubicada en el extremo oeste del estado de Coahuila, a pocos kilómetros de su frontera con Chihuahua y en lo profundo del Bolsón de Mapimí y del Desierto de Chihuahua, es aún hoy una de las localidades más aisladas del estado, sus coordenadas geográficas son 27°17′20″N 103°42′02″O / 27.28889, -103.70056 y se encuentra a una altitud de 1,530 metros sobre el nivel del mar, se localiza a unos 460 kilómetros de la capital del estado, Saltillo, y a unos 200 kilómetros al norte de Torreón y la Comarca Lagunera. La comunicación de Sierra Mojada es principalmente por ferrocarril que se utilizó como medio de transporte para el mineral explotado en sus minas, esto permite que se encuentre enlazado por vía férrea con otros minerales de la región, principalmente con Laguna del Rey, así como con Escalón y La Perla, Chihuahua, este mismo ferrocarril lo comunica con Cuatrociénegas de Carranza y Monclova, principales poblaciones del centro de Coahuila; además de la vía férrea se puede llega a Sierra Mojada mediante caminos de terracería y revestidos con la comunican con Cuatrociénegas donde se enlaza con la Carretera Federal 30 y con Francisco I. Madero.
La población de Sierra Mojada registrada en 2005 por el Conteo de Población y Vivienda realizado ese año por el Instituto Nacional de Estadística y Geografía, dio como resultado un total de 377 habitantes, de los cuales 193 son hombres y 184 son mujeres.